# Рябко, Анатолий Олегович
Анатолий Олегович Рябко (укр. Анатолій Олегович Рябко; род. 9 октября 1989, Запорожье) — белорусский и украинский игрок в пляжный футбол. С 2019 года защищает цвета сборной Беларуси. Ранее представлял сборную Украины. Участник четырех чемпионатов мира (2019, 2021, 2024, 2025).

## Карьера в футболе
Родился и вырос в Запорожье. В детско-юношеской футбольной лиге Украины играл за местный «Металлург» (2002—2006).
Его первой профессиональной командой стал «Горняк-Спорт» из Комсомольска Полтавской области. Свой первый матч во Второй лиге Украины Рябко провёл 31 июля 2006 года против «Кремня» (1:0). В следующем сезоне играл за «Металлург-2», но провёл лишь две игры во Второй лиге. В 2012 году присоединился к черкасскому «Славутичу», где Рябко также не закрепился. На любительском уровне играл за «Ольвию» из Чкалова в чемпионате Запорожской области в 2014 году.
Впервые в мини-футболе попробовал свои силы в составе запорожского «Имекса», проведя одну игру в рамках Кубка Украины. В 2014 году играл в чемпионате Украины за херсонский «Продэксим».

## Карьера в пляжном футболе
Начал играть в пляжный футбол в 2010 году. Защищал цвета днепропетровского «Выбора», вместе с которым становился чемпионом Украины 2010 и 2014 года. 27 ноября 2014 года Рябко было присвоено звание «Мастера спорта Украины». По приглашению Ильи Куренкова в 2016 году он присоединился к российскому ЭЛМОНТу. В 2017 году стал лучшим игроком и бомбардиром чемпионата Беларуси в составе «Витоблспорта».
В январе 2018 года Евгений Вареница впервые вызвал Рябко в состав сборной Украины для участия в Кубке Персии в Иране, где украинцы заняли третье место. Вареница оценивая итоги турнира сказал, что Рябко ещё не готов играть на высшем уровне, а его вызов является скорее «авансом на будущее». По словам Рябко впоследствии никто из представителей украинской команды с ним не контактировал, а в конце 2018 года главный тренер сборной Беларуси Нико Альварадо предложил 29-летнему украинцу пройти сбор с командой и сменить спортивное гражданство. Дебютным турниром в форме белорусской сборной стала квалификация на Всемирные пляжные игры в мае 2019 года, где Рябко сыграл против своей бывшей команды — Украины.
Четырежды представлял Беларусь на чемпионатах мира в 2019, 2021, 2024 и 2025 годах. На турнире 2024 года в ОАЭ  вместе с командой впервые в истории белорусской сборной стал бронзовым призёром . При росте 197 сантиметров являлся самым высоким футболистом чемпионата мира 2024 года.
На клубном Мундиалито 2019 года защищал цвета московского «Спартака». Летом 2019 года перешёл в саратовскую «Дельту». С марта 2021 года — игрок московского «Спартака». В 2021 году играл на Кубке европейских чемпионов 2021 года за немецкий «Реал Мюнстер».
По итогам 2023 года был включён Всемирной организации пляжного футбола в число 100 лучших игроков в пляжный футбол на планете.
В ноябре 2023 года стал победителем Кубка России по футволею.
В июле 2025 года был признан MVP отборочного этапа Евролиги в Батуми, оформил 5 голов в 3 матчах турнира. По итогам турнира сборная Беларуси заняла общее первое место, одержав 3 победы с суммарным счетом 27:4.

## Достижения
Сборная Беларуси
- Бронзовый призёр чемпионата мира: 2024
- Победитель Игр стран СНГ: 2023
- Финалист Евролиги: 2021

Клубные
- Чемпион Украины: 2010, 2014 (Выбор)
- Бронзовый призёр Кубка европейских чемпионов: 2015 (Выбор)

Индивидуальные
- Лучший игрок чемпионата Беларуси: 2017
- Лучший бомбардир чемпионата Беларуси: 2017
- Самый ценный игрок отборочного этапа Евролиги в Батуми: 2025